# Republica Sovietică Federală Socialistă Transcaucaziană
Republica Sovietică Federală Socialistă Transcaucaziană (Закавказская Сове́тская Федерати́вная Социалисти́ческая Респу́блика, ЗСФСР) a fost o republică sovietică efemeră (1922–1936), compusă din Georgia, Armenia și Azerbaidjan, cunoscute în mod neoficial în URSS ca republicile transcaucaziene. Capitala a fost orașul georgian Tbilisi.
Începuturile republicii federale datează din perioada disoluției Imperiului Rus din 1917, în timpul revoluției ruse, când provinciile caucaziene s-au separat de imperiu și au încercat să constituie o formă statală independentă federală Republica Federală Democrată Transcaucaziană. Interesele naționale divergente și războiul cu Turcia au dus la destrămarea acestui stat după numai o jumate de an, în aprilie 1918.
În anii care au urmat, cele trei republici constituente au trecut prin perioada tulbură a războiului civil, cu implicarea activă a Armatei Roșii. În 1922, la sfârșitul acestei perioade zbuciumate, cele trei republici au fost proclamate republici sovietice. Cele trei au fost reorganizate ca un nou stat federal în luna decembrie a aceluiași an. În 1936, republica federală a fost dizolvată, apărând pe harta politică a URSS-ului RSS Armenească, RSS Azerbaidjană și RSS Georgiană.

## Timbre și istorie poștală

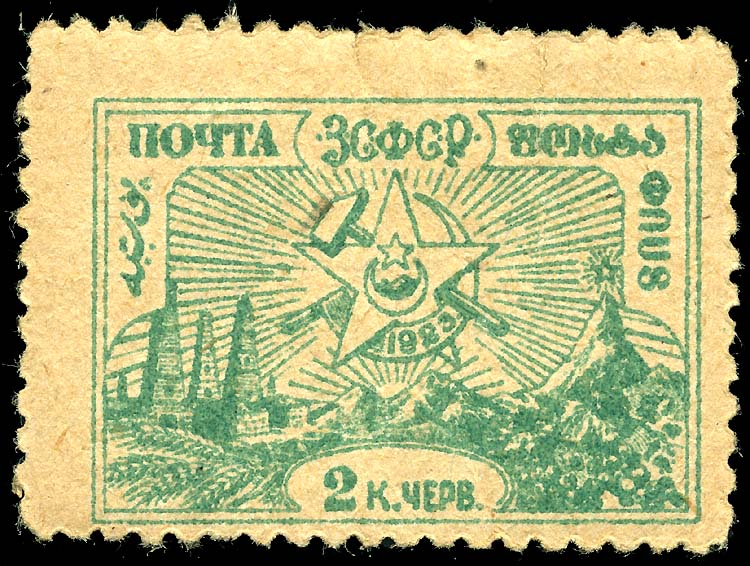
Timbrul de două copeici-aur din 1923

Mai înainte de anul 1923, Georgia, Armenia și Azerbaidjanul emiteau propriile lor timbre poștale. Federația Transcaucaziană a început emisiunile de timbre proprii pe 15 septembrie 1923 și a înlocuit fostele emisiuni republicane pe 1 octombrie. Prima emisiune a fost formată din timbre rusești și armenești supratipărite cu acronimul din cinci litere a noii republici federale. Datorită inflației de proporții, a apărut necesitatea unei noi emisiuni poștale. Au fost tipărite timbre cu patru valori nominale (40.000 – 500.000 de ruble) cu imagini ale unor exploatări petroliere și alte patru cu simboluri sovietice suprapuse peste imaginile unor turle petroliere. În scurtă vreme, timbrele cu valoari nominale de 40.000 și 75.000 de ruble au fost înlocuite ce cele cu valoarea nominală de 700.000 de ruble. Pe 24 octombrie 1923, au fost retipărite cu valorile nominale de 1 până la 18 copeici aur. Începând din 1924, Federația a folosit timbrele Uniunii Sovietice.